# Prawo Gutenberga-Richtera
Prawo Gutenberga-Richtera – prawo stosowane w sejsmologii, obrazujące zależność pomiędzy daną magnitudą a liczbą trzęsień ziemi o co najmniej tej magnitudzie, na dowolnym ustalonym terenie i w dowolnym przedziale czasowym.

## Wzór
Prawo wyraża się wzorem
{\displaystyle \log N=A-bM,}
bądź
{\displaystyle N=10^{A-bM},}
gdzie:
{\displaystyle N} – liczba trzęsień ziemi,
{\displaystyle M} – minimalna magnituda,
{\displaystyle A} oraz {\displaystyle b} – stałe.
Wzór po raz pierwszy sformułowali Charles Francis Richter i Beno Gutenberg w roku 1949. Zależność jest zaskakująco uniwersalna i nie zmienia się znacząco w czasie ani w zależności od badanego terenu.

## Opis
Stała {\displaystyle b} jest typowo równa 1, co przykładowo oznacza iż na każde trzęsienie ziemi o magnitudzie 4 przypada 10 trzęsień o magnitudzie 3 oraz 100 o magnitudzie 2. Istotny wyjątek to seryjne trzęsienia ziemi, kiedy {\displaystyle b} może osiągnąć wartość nawet 2,5, wskazując na większą liczbę małych wstrząsów w stosunku do dużych. Poza tym wyjątkiem wartość {\displaystyle b} znacząco odbiegająca od 1 może sugerować niepoprawność badanego zbioru danych, na przykład jego niekompletność lub błędy w obliczaniu magnitudy.
Stała {\displaystyle A} oznacza ogólną częstotliwość występowania wstrząsów sejsmicznych na danym terenie.